# Brora (Whiskybrennerei)
Brora ist eine Whiskybrennerei in Brora, Highland, Schottland. Das Brennereigebäude sind in den schottischen Denkmallisten in die Kategorie B einsortiert.
Die Brennerei wurde 1819 als Clynelish-Brennerei aus politischen Gründen von George Granville Levison-Gower, dem zweiten Marquis of Stafford und späterem Duke of Sutherland errichtet. Ziel war es, Schwarzbrennern im Verlaufe der Highland Clearances die Grundlage ihres Geschäfts zu entziehen, um sie zur Umsiedlung zu bewegen. In den ersten Dekaden des Bestehens ist die Geschichte der Brennerei von zahlreichen Pächterwechseln geprägt. Erst George Lawson führte die Brennerei ab 1846 über einen längeren Zeitraum hinweg. 1896 wurde die Brennerei zu gleichen Teilen an die Blender James Ainslie & Co aus Glasgow und John Risk, der auch die Bankier-Brennerei in Banknock betrieb, verkauft. Im Jahre 1925 ging der Betrieb in den Besitz der Distillers Company Ltd. (DCL) über und gehörte ab 1930 zu Scottish Malt Distillers (SMD). Zwischen 1931 und 1939 war die Brennerei geschlossen.
1967 sollte die Brennerei durch die neu errichtete Clynelish-Brennerei ersetzt werden. Da die Produktion des zum Blenden benötigten stark getorften Whiskys auf der Insel Islay zu dieser Zeit witterungsbedingt stockte, wurden die jetzt als Clynelish A bezeichnete Brennerei und der Clynelish B genannte neue Betrieb zunächst parallel betrieben, wobei in Clynelish A die Produktion stark getorften Whiskys durchgeführt wurde. Später wurden Clynelish A in Brora und Clynelish B in Clynelish umbenannt. Die Brora-Brennerei wurde noch bis 1983 betrieben, ein Jahr in dem mit Banff, Dallas Dhu, Glen Mhor, Glenlochy, Glenugie, North Port, Port Ellen und St. Magdalene noch acht weitere Brennereien geschlossen wurden.
Als Alfred Barnard im Rahmen seiner bedeutenden Whiskyreise im Jahre 1886 die Brennerei besuchte, verfügte sie über eine jährliche Produktionskapazität von mehr als 20.000 Gallonen. Es standen zwei Brennblasen zur Verfügung, eine Grobbrandblase (Wash Still) und eine Feinbrandblase (Spirit Still).
Im Oktober 2017 kündigte Eigentümer Diageo an, die Destillerien Port Ellen und Brora wieder zu eröffnen und ab 2020 wieder Whisky zu brennen. Seit Mai 2021 produziert Brora wieder.